# Сівко Сергій Олександрович
Сівко Сергій Олександрович (рос. Сивко Сергей Александрович; нар. 7 червня 1940, Тула, СРСР — пом. 10 листопада 1966, Москва) — радянський боксер, призер Олімпійських ігор 1960, чемпіон Європи.

## Боксерська кар'єра
Боксом Сергій Сівко почав займатися з 14 років. Виступав за товариство «Трудові резерви». Першого успіху на змаганнях серед дорослих досяг 1959 року, завоювавши бронзову медаль на чемпіонаті СРСР в категорії до 51 кг. Наступного року став чемпіоном і отримав право виступати на Олімпійських іграх 1960.
На Олімпіаді став срібним призером.
- В 1/16 фіналу переміг Чон Сін Чо (Південна Корея) — 5-0
- В 1/8 фіналу переміг Антуана Поршеля (Франція) — DQ-3
- У чвертьфіналі переміг Манфреда Гомберг (Об'єднана німецька команда) — 4-0
- У півфіналі переміг Танабе Кійосі (Японія) — 4-1
- У фіналі програв Дьюлі Терек (Угорщина) — 2-3

Після Олімпіади Сівко піднявся в категорію до 54 кг і 1961 року став чемпіоном СРСР. На чемпіонаті Європи 1961 теж завоював золоту медаль, здобувши чотири перемоги, в тому числі над Прімо Дзампаріні (Італія) у півфіналі і Петром Гутманом (Польща) у фіналі.
Сергій Сівко ще тричі (1962, 1964 — в категорії до 54 кг і 1966 — в категорії до 57 кг) виходив у фінал чемпіонатів СРСР, але кожного разу залишався другим.
10 листопада 1966 року трагічно загинув (був збитий автомобілем).